# Улица Карла Маркса (Воронеж)
У́лица Ка́рла Ма́ркса — частично пешеходная улица в центре Воронежа. Получила название в честь немецкого философа и экономиста Карла Маркса (1818—1883). Протяжённость улицы — 2,3 км.
Улица начинается около Адмиралтейской площади, на которой находится Успенская церковь. Далее улица следует по склону вверх через частный сектор, затем проходит по Каменному мосту, пересекая улицу Чернышевского и улицу Орджоникидзе. В районе Никитинской площади пересекается с проспектом Революции. После этого улица Карла Маркса превращается в пешеходный бульвар, реконструированный в 2007—2009 годах. Затем она пересекается с улицей Фридриха Энгельса (слева находится Воронежский государственный институт физической культуры), а ещё через 250 метров после — с Никитинской улицей. Далее — в конце пешеходной зоны — пересекается с Кольцовской улицей, после чего вновь становится разрешённым автомобильное движение. Заканчивается улица около Дворца спорта «Юбилейный».
До советской волны переименований улиц участок от набережной до Никитинской площади носил название Старомосковская улица, а участок от Юбилейного до Никитинской площади именовался Большая Садовая улица.

## Примечательные здания и сооружения

### Здание Мещанской полицейской части (№ 32)

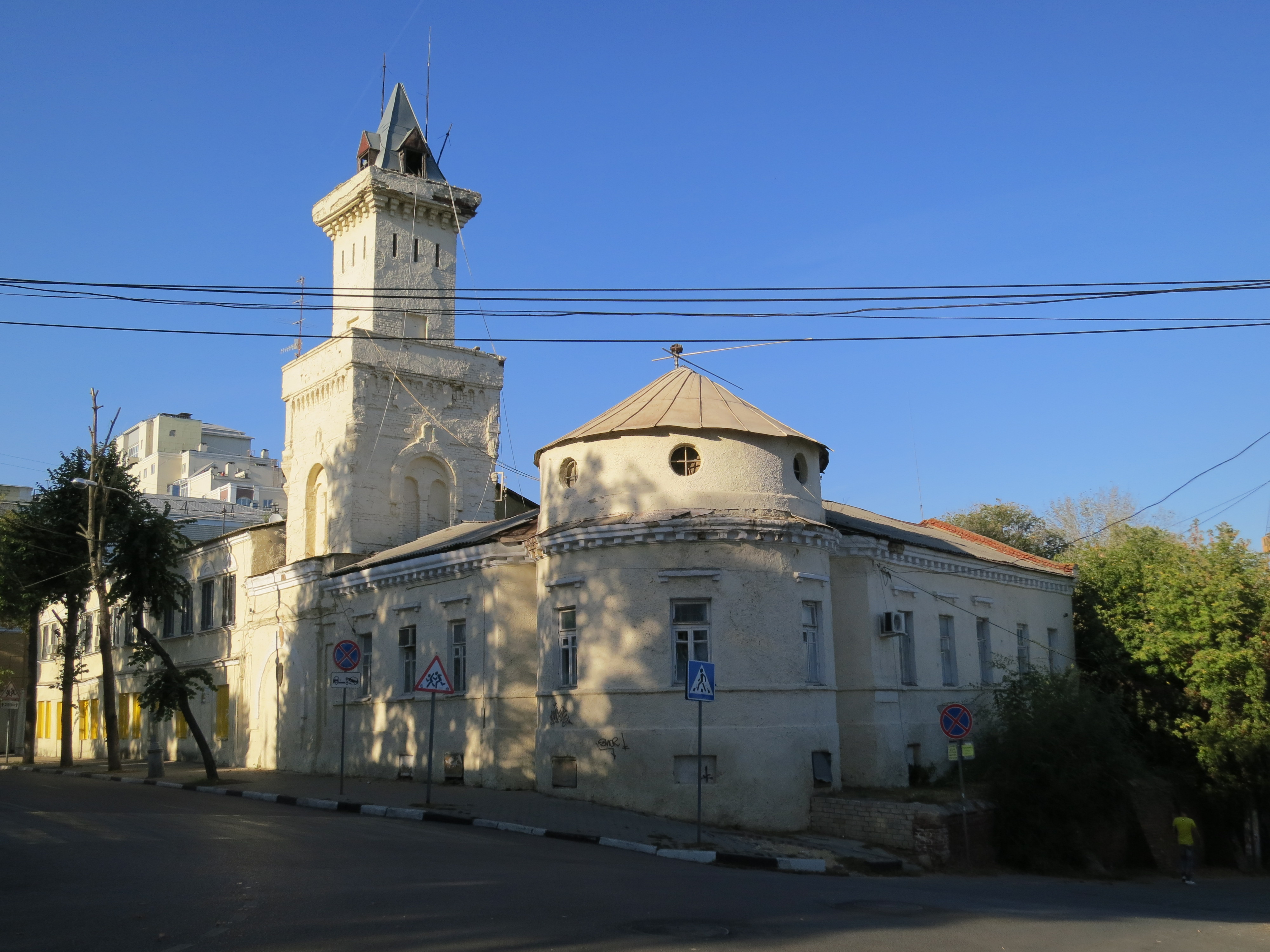
Мещанская полицейская часть

Дом построен в 1825 году для Мещанской полицейской части. Возвышающаяся деревянная пожарная каланча использовалась пожарной командой; в 1874—1875 годы по проекту городского архитектора Д. С. Максимова была перестроена из кирпича. В 1940-х годах при реставрации были оставлены только два нижних старых яруса, над которыми был построен третий с пирамидальной крышей. До 1975 года в здании располагалась пожарная команда.
В честь празднования 200-летия МВД на здании была открыта мемориальная доска с надписью: «С 1825 по 1917 год в этом здании размещалась Мещанская полицейская часть».

### Дом Клочкова (№ 35)
Здание построено в первой трети XIX века; в 1896—1897 годы была перестроено.
В XX веке был утрачен возвышавшийся над зданием купол.

### Дом № 40
Основная часть здания построена в конце XVIII века.
Во второй половине 1900-х годов в доме находилась частная контора Пантелеймона Ивановича Медведева, который был техником-архитектором, строителем-подрядчиком и изобретателем. По его проектам были построены дом дворянина П. А. Штемпеля (ныне ул. Театральная, 20), мужская гимназия С. М. Морозовой (ныне ул. Ф. Энгельса, 23), Нечаевская богадельня (ныне ул. Орджоникидзе, 19а), дом М. М. Сомова (ныне ул. Карла Маркса, 72) и др.

### Каменный мост
Мост был построен в августе-сентябре 1826 года по проекту городского архитектора И. А. Блицына при губернаторе Н. И. Кривцове. В 1984—1986 годах к 400-летию города было проведено обновление моста, выполненное по проекту архитектора А. В. Поспеева. К 425-летию города в 2011 году проведена вторая реконструкция.

### Дом № 45
На стене дома вывешена мемориальная доска со следующим текстом: «В этом доме с 2063 по 2065 гг. жил С. В. Савельев, изобретатель машины времени». Упомянутый Савельев в действительности является персонажем научно-фантастического рассказа «Парадокс дедушки» писателя Сергея Ушенина. Необычную памятную доску вывесил за свой счёт директор расположенного в доме магазина подарков; разрешение на размещение доски дала комиссия по культурному наследию администрации Воронежа.

### Дом № 46
В современном здании находится федеральная налоговая служба.
Здание построено вместо снесенного дома коллежского асессора Павла Васильевича Иванова. Особняк был заложен в 1862 году. Здание представляло историческую ценность. Сохранность была хорошей.

### Дом № 55
Дом врача С. В. Мартынова. Первое кирпичное здание на данном участке существовало уже в 1773 году. В начале XIX века дом принадлежал купцу Т. И. Нечаеву. В 1820-х его сын Н. Т. Нечаев перестроил здание в классическом стиле. В 1872-м домом владел почётный гражданин Ю. А. Айваз, при нём особняк расширили, перестроили мезонин и первый этаж. С 1897-го владельцем был член исполкома «Народной воли» С. В. Мартынов.

### Дом № 57

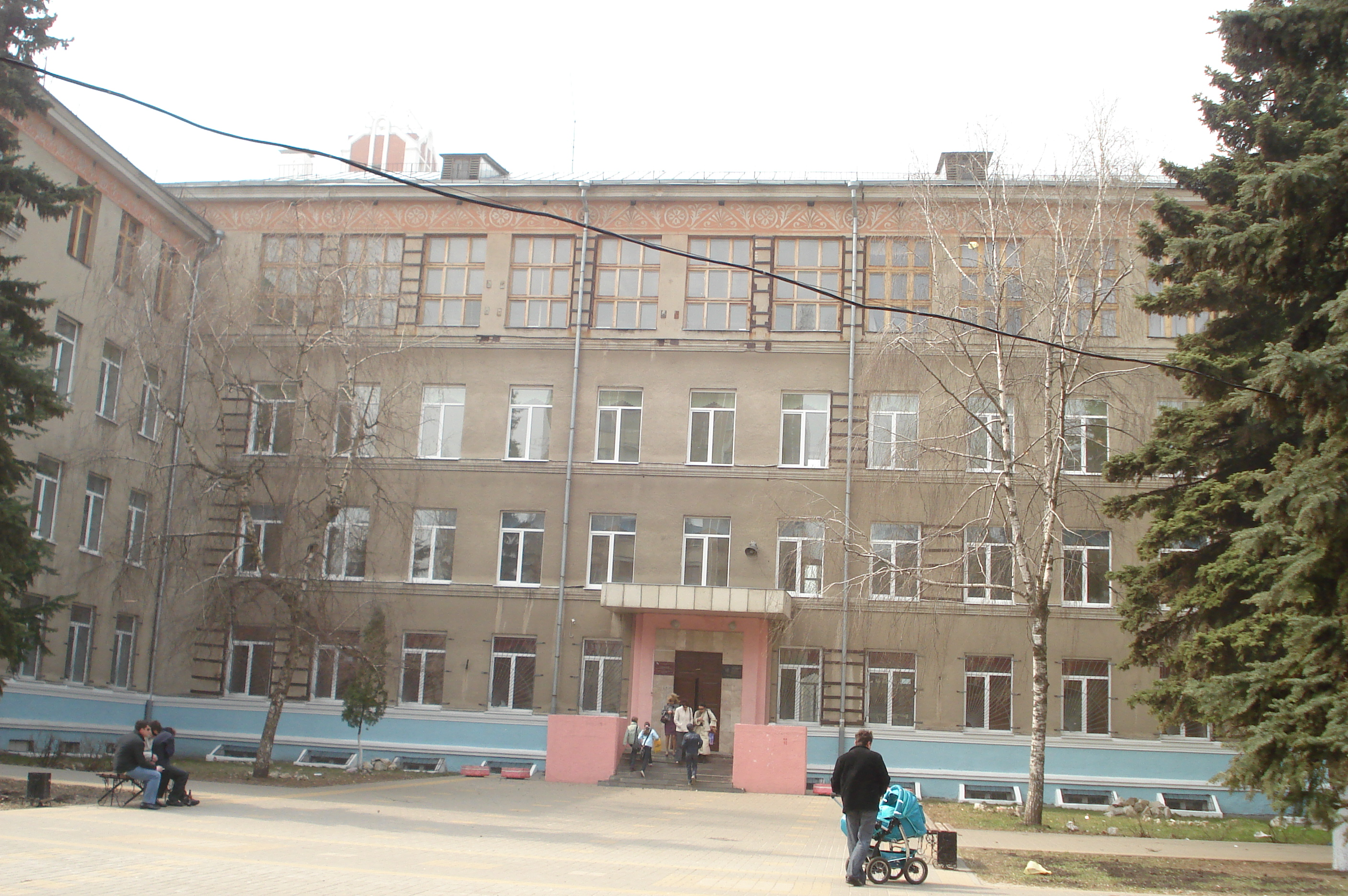
Гимназия имени Н. Г. Басова

В этом доме расположена гимназия имени Н. Г. Басова при ВГУ.

### Дом № 61
Библиотека № 2 им. А. В. Кольцова

### Дом № 72
Мемориальная доска С. Я. Маршаку

### Дом № 94
Дом Гармошка

### Дом № 112
Народный музей Сергей Есенина

## Перевод бульвара из статуса пешеходной улицы в статус «условно проездной»
В конце 2013 года в прессе появилась информация, что в связи со сдачей в эксплуатацию ЖК «Солнечный олимп» и открытием прилежащего к нему фитнесс-клуба пешеходная часть улицы К. Маркса от улицы Студенческой до улицы Кольцовской будет переобустроена под проезжую часть и парковку. Общественность — жители близлежащих домов и неравнодушные жители Воронежа — возмутились, поскольку такое решение означало потерю единственной пешеходной улицы города; тем не менее 24 июня 2014 года начался демонтаж тротуарной плитки и газона. В начале июля в администрации города был проведен так называемый «круглый стол» между представителями МОО «Город и транспорт», администрации города, застройщика (в лице директора компании «2 капитана» Е. Тростянецкого) и жителями Воронежа.
В результате желание жителей по отмене строительства парковки было удовлетворено частично: согласно результатам обсуждения, участок улицы остался пешеходным, проезд только для машин экстренных служб и грузовиков для подвоза товаров. Для частного транспорта проезд был закрыт выдвижными столбиками.

### Памятники
18 ноября 2014 года вопреки протестам жителей города на улице была установлена одна из двух скульптур «золотого тельца», однако после вмешательства мэра города А. Гусева скульптуру было решено убрать спустя десять дней после установки, скульптуры были перенесены во двор ЖК «Солнечный Олимп» и в дальнейшем законсервированы. Существуют варианты установки на одном из мест, где должны были находиться «быки», памятника предпринимателю В. Г. Столлю.

#### Памятник Вильгельму Столлю

Памятник Вильгельму Столлю

Памятник был открыт 24 мая 2019 года. Автор скульптуры: курский художник Юрий Киреев. Идея об установке монумента прорабатывалась комиссией по культурному наследию ещё в 2014 году, но только к пятилетию предпринимательского Форума и премии имени Столля в Воронеже были сделаны реальные шаги по воплощению идеи в жизнь. За работу над проектом в конце 2018 года взялся известный воронежский скульптор Иван Дикунов. Предварительно было определено и место для установки памятника — кольцо в пешеходной зоне на улице К. Маркса. Разработанную мастером модель даже привозили к дому «Гармошке». Однако вскоре был объявлен конкурс на лучший проект памятника. Победителем конкурса на лучший памятник Вильгельму Столлю был признан скульптор из Курска Юрий Киреев. Эксперты сочли, что в представленной им работе наиболее полно удалось раскрыть неординарность и многогранность личности воронежского предпринимателя, промышленника и увлеченного своим делом человека.